# 48650 Казануніверсіті
48650 Казануніверсіті (48650 Kazanuniversity) — астероїд головного поясу, відкритий 17 жовтня 1995 року.
Тіссеранів параметр щодо Юпітера — 3,599.